# Littlehempston
Littlehempston – wieś w Anglii, w hrabstwie Devon, w dystrykcie South Hams. Leży 32 km na południe od miasta Exeter i 275 km na południowy zachód od Londynu. W 2001 miejscowość liczyła 207 mieszkańców.